# Epiblast

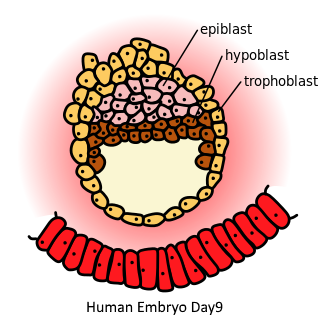
Menselijk embryo op dag 9 na de bevruchting. De epiblast (roze) bevindt zich bovenop de hypoblast (bruin)

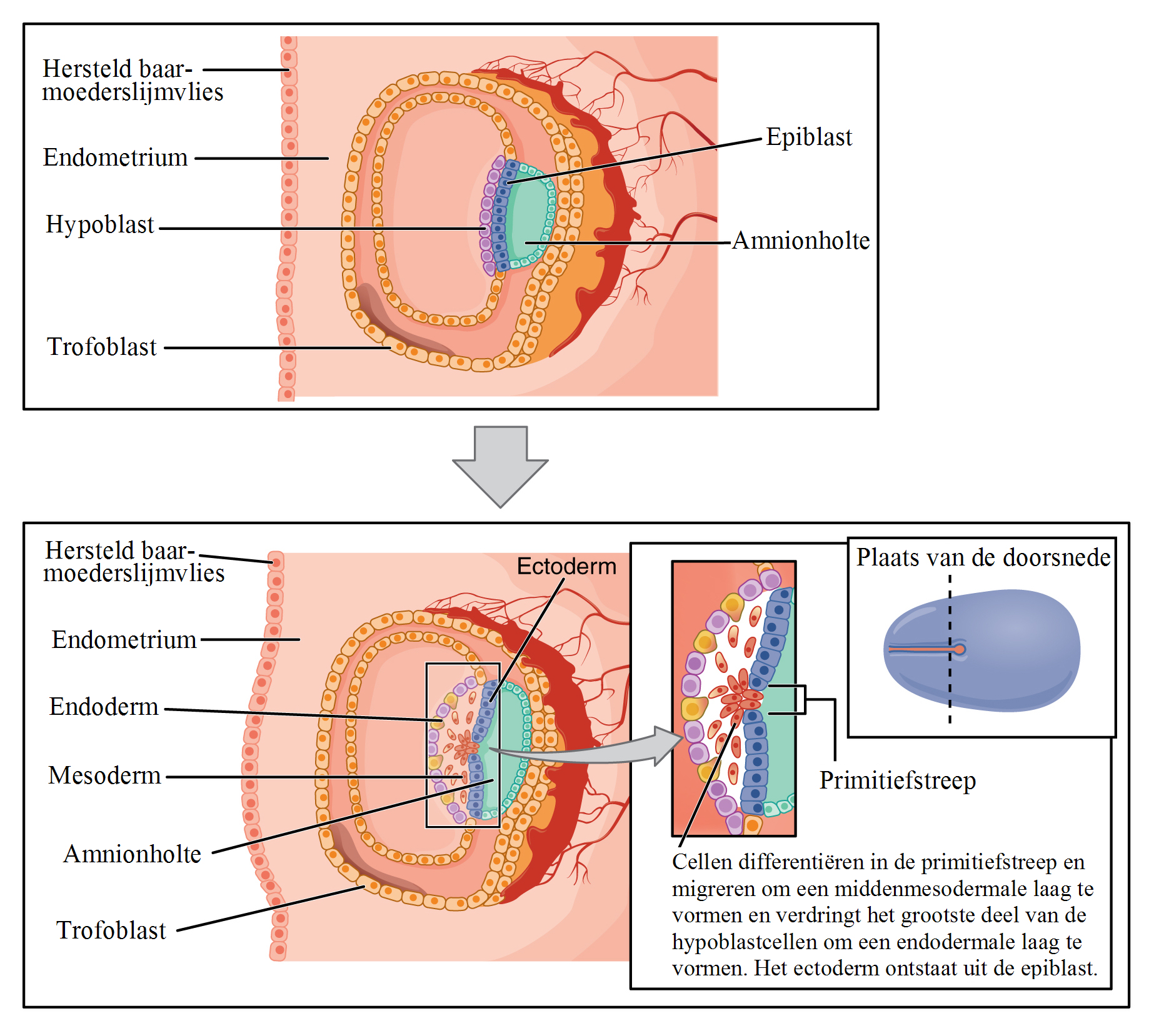
Ingenesteld embryo met onder andere de kiemschijf en primitieve streep

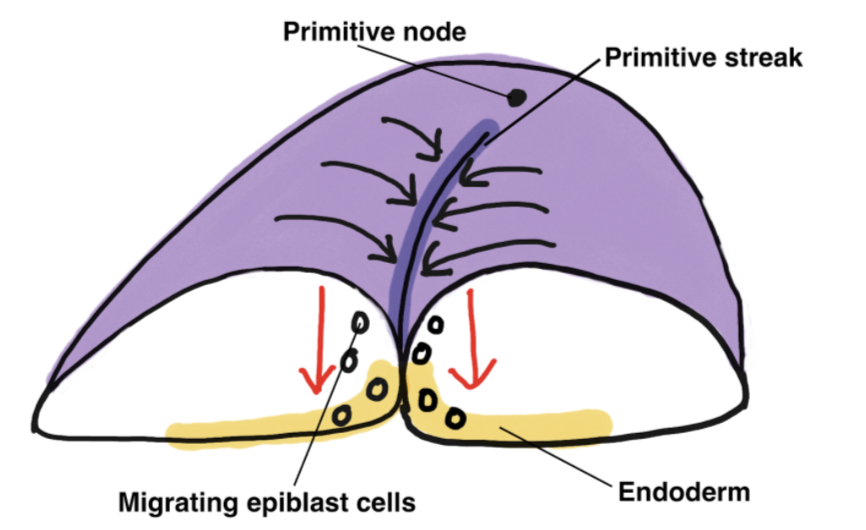
Migratie van epiblastcellen in het zoogdierembryo

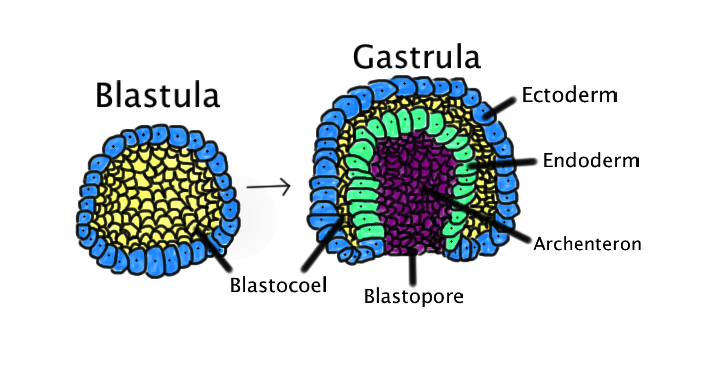
Gastrulatie vindt plaats als een blastula, bestaande uit één laag, zich naar binnen vouwt en groeit om een gastrula te vormen.
Kleurcode bij deze afbeelding: ectoderm, blauw; endoderm, groen; blastocoel (dooierzak), geel; en archenteron (darm), paars. (Afbeelding: Abigail Pyne)

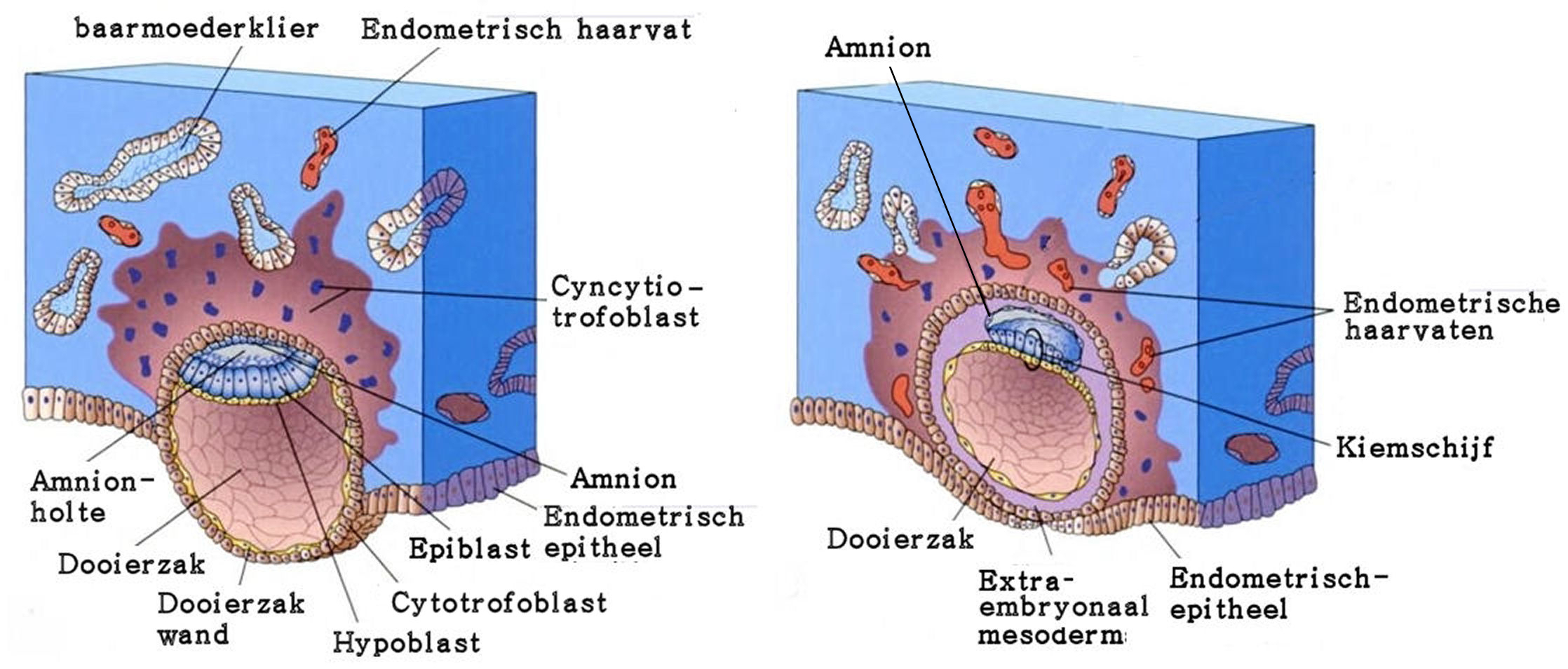
Innesteling menselijk embryo

Bij de embryonale ontwikkeling van Amniota is de epiblast (ook bekend als het primitieve ectoderm) een van de twee verschillende kiemschijfcellagen die voortkomen uit de binnenste celmassa in de blastocyste van zoogdieren, of uit de blastula bij reptielen en vogels; de andere laag is de hypoblast. Het zorgt ervoor dat het eigenlijke embryo zich differentieert in de drie primaire kiembladen, ectoderm, mesoderm en endoderm, tijdens gastrulatie. Het amnionectoderm en het Extra-embryonaal mesoderm zijn ook afkomstig van de epiblast.
De epiblast vormt zich al in een zeer vroeg stadium uit het deel van de embryoblast dat tegen de trofoblast en dus tegen de baarmoederwand van de moeder ligt. De kant van de embryoblast die naar de blastocystholte is gericht, differentieert daarentegen in de platcellige hypoblasten. De hypoblast vormt de dooierzak, die op zijn beurt het chorion vormt.
De epiblast bestaat uit een prismatisch epitheel dat de primaire vruchtwaterholte bekleedt die zich vormt tussen de epiblast en de trofoblast met de zogenaamde amnioblasten. Dit wordt dan de secundaire vruchtwaterholte.

## Ontdekking van de epiblast
De epiblast werd voor het eerst ontdekt door Christian Heinrich Pander (1794-1865), een Baltisch-Duitse bioloog en embryoloog. Met de hulp van de anatoom Ignaz Döllinger (1770-1841) en tekenaar Eduard Joseph d'Alton (1772-1840) observeerde Pander duizenden kippeneieren onder een microscoop en ontdekte en beschreef uiteindelijk het kippenblastoderm en zijn structuren, inclusief de epiblast. Hij publiceerde deze bevindingen in Beiträge zur Entwickelungsgeschichte des Hühnchens im Eye. Andere vroege embryologen die de epiblast en het blastoderm bestudeerden zijn onder meer Karl Ernst von Baer (1792-1876) en Wilhelm His (1831-1904).

## Zoogdieren
Bij de embryogenese van zoogdieren levert differentiatie en segregatie van cellen die de binnenste celmassa van de blastocyst vormen twee verschillende lagen op: de epiblast ("primitief ectoderm") en de hypoblast ("primitief endoderm"). Terwijl de kubusvormige hypoblastcellen ventraal van elkaar loslaten en weg gaan van de embryonale pool, om de blastocoel te bekleden, worden de resterende cellen van de embryoblast, gelegen tussen de hypoblast en de polaire trofoblast, de epiblast bestaande uit kolomvormige cellen.
Bij de muis worden oerkiemcellen gevormd uit epiblastcellen. Dit gaat gepaard met uitgebreide epigenetische herprogrammering waarbij allesomvattende DNA-demethylering, chromatine-reorganisatie en het wissen van genomische imprints betrokken zijn, wat leidt tot totipotentie. De DNA-stikstofbase-verwijderingsherstelroute speelt een centrale rol in het proces van genoombrede demethylering.
Bij het begin van de gastrulatie verschijnt de primitieve streep, een zichtbare, morfologische lineaire band van cellen, op de achterste epiblast en oriënteert zich langs de voorste en achterste embryo-as. Geïnitieerd door signalen van de onderliggende hypoblast, is de vorming van de primitieve streep gebaseerd op epiblastcelmigratie, met behulp van de nodalhomoloog, van de lateraal-posterieure gebieden van de epiblast naar de middelste middellijn. De primitieve knoop bevindt zich aan het voorste uiteinde van de primitieve streep en dient als organisator voor de gastrulatie, waarbij het lot van de epiblastcellen wordt bepaald door de differentiatie van migrerende epiblastcellen tijdens gastrulatie te induceren.
Tijdens gastrulatie ondergaan migrerende epiblastcellen een epitheel-mesenchymale overgang om de cel-celadhesie (E-cadherine) te verliezen, loslaten van de epiblastlaag en migreren over het dorsale oppervlak van de epiblast en vervolgens naar beneden door de primitieve streep. De eerste golf van epiblastcellen die via de primitieve streep binnendringt, dringt de hypoblast binnen en verdringt deze om het embryonale endoderm te worden. De mesodermlaag wordt vervolgens gevormd terwijl migrerende epiblastcellen door de primitieve streep bewegen en zich vervolgens verspreiden in de ruimte tussen het endoderm en de resterende epiblast, die, zodra de mesodermlaag zich heeft gevormd, uiteindelijk het definitieve ectoderm wordt. Het gastrulatieproces resulteert in drie kiembladen, bestaande uit het ectoderm, mesoderm en endoderm.

### Epiblast-diversiteit
Epiblasten vertonen een verschillende structuur tussen soorten als resultaat van vroege embryomorfogenese. De menselijke epiblast neemt de vorm van een schijf aan, in overeenstemming met de morfologie van de embryonale schijf; terwijl de epiblast van de muis zich in een komvorm ontwikkelt in het cilindrische embryo.
Tijdens implantatie van de blastocyste vormen zowel de epiblasten van mensen als muizen een rozetvorm in een proces dat polarisatie wordt genoemd. Polarisatie is het resultaat van de interactie tussen de blastocyst van zoogdieren en β1-integrine uit de extracellulaire matrix, geproduceerd uit de extra-embryonale weefsels. In dit stadium bestaan zowel epiblasten van mensen als muizen uit een pseudogelaagd kolomvormig epitheel. Kort daarna zal de menselijke epiblast de vorm van een schijf aannemen, terwijl de vruchtwaterholte zich vormt. De epiblastcellen grenzend aan de trofoblast worden amnioncellen. De epiblast van de muis gaat over van een rozetstructuur naar een komvormige. Er vormt zich een pro-amniotische holte, omgeven door de epiblastkom die is versmolten met het extra-embryonaal ectoderm. Epiblastcellen van muizen zijn niet gespecificeerd voor de vorming van amnioncellen.

## Vogels
Gastrulatie vindt plaats in de epiblast van vogelembryo's. Een lokale verdikking van de epiblast, bekend als de sikkel van Koller, is van cruciaal belang bij het induceren van de primitieve streep, de structuur waardoor gastrulatie plaatsvindt.
Studies met kippenembryo's hebben aangetoond dat mediolaterale invoeging van cellen plaatsvindt vóór gastrulatie. De invoeging van cellen wordt geleid door fibroblastgroeifactoren uit de hypoblast. Er wordt gesuggereerd dat de evolutie van de primitieve streep van het amnion uit de blastoporus te wijten was aan het ontstaan van de mediolaterale invoeging van cellen, die de primitieve streep positioneert en onafhankelijk werkt van de vorming van het mesendoderm. Het mesendoderm vormt het endoderm en mesoderm.

## Reptielen
Voorouders van Amniota (zoogdieren, vogels, reptielen) ondergingen gastrulatie voornamelijk door een invouwing van de epiblastlaag (involutie). Zoogdieren en vogels zijn geëvolueerd om te vertrouwen op ingressie (immigreren van cellen van het toekomstige endoderm) tijdens gastrulatie, waarbij epiblastcellen samenkomen op de middellijn en binnendringen op de primitieve streep. Gastrulatie van reptielen verschilt enigszins van die van vogels en zoogdieren. Reptielen vertonen bimodale gastrulatie tijdens de embryogenese en missen een primitieve streep. Bimodale gastrulatie wordt gekenmerkt door involutie van de cellen in de voorste en laterale gebieden van de blastoporus en het binnendringen van de cellen van de blastoporusplaat in het achterste gebied. Analogieën tussen de blastoporusplaat en de primitieve streep suggereren dat de blastoporusplaat een voorloper was van de primitieve streep van zoogdieren en vogels.